# 福岡県道224号芦屋港線
福岡県道224号芦屋港線（ふくおかけんどう224ごう あしやこうせん）は、福岡県遠賀郡芦屋町を通る一般県道である。

## 概要
いわゆる港県道であり芦屋港から国道495号芦屋町役場前交差点までのわずか500 m弱程度で終わる道である。

### 路線データ
- 起点：福岡県遠賀郡芦屋町西浜町
- 終点：福岡県遠賀郡芦屋町幸町（芦屋町役場前交差点、国道495号交点）
- 延長：493 m

## 路線状況

### 2019年6月までの旧ルート
国道495号芦屋橋西交差点の西側に県道のルートを示す標識があった。芦屋港方面へ向かうメインルートでもなく走行困難なため、本線上には路線番号標識は設置されていなかった。信号機は中間点付近に1灯式のものが1箇所のみ。標識そのものもほとんど設置されていなかった。沿道は戦前期まで芦屋町の目抜き通りだった地域で白壁の古い商家が残る。本線上に突き出た商家の屋根への激突防止のためラバーポールの建植やその他の危険標識が掲出されている。道幅は芦屋港に近づくほど狭くなり、港付近では普通車の通行すら困難なほど道幅が狭い。特に車幅規制などは設けられていないが、走行には細心の注意が必要である。

## 地理
芦屋港から国道495号交点の芦屋町役場前交差点に至る。2019年（令和元年）6月に併走する町道と振り替えが実施された。この道路は全線が2車線の快走路で旧来から大型路線バスが走行するなど実質的なメインルートとなっていた。後述する旧ルートは大型車走行不可・一部車両離合困難な狭隘路であった。芦屋海水浴場・海浜公園方面へのアクセス路となるため、観光シーズンである夏季の週末や町内で大規模なイベントが開催される場合にはこの県道を先頭に町内が大渋滞することがある。

### 通過する自治体
- 遠賀郡芦屋町

### 交差する道路
| 交差する道路 | 交差する場所 | 交差する場所              |
| ------------ | ------------ | ------------------------- |
| 国道495号    | 幸町         | 芦屋町役場前交差点 / 終点 |

### 沿線
- 芦屋港
- 芦屋海浜公園
- 芦屋町立芦屋小学校
- 芦屋町役場